# 計画技術研究所
株式会社計画技術研究所（けいかくぎじゅつけんきゅうしょ、通称：KGK）
日本の都市計画コンサルタント。代表作に用賀プロムナード「いらかみち」、水戸・本町ショッビングモール「ハミングロード513」、長岡ニュータウン住宅地、北区豊島四丁目地区整備計画、ゆふいん建築・環境ガイドブック、宇部新都市住宅地整備計画、帯広市大通公園、丹後リゾート公園、大分交通情報マップ、熊本県特定優良賃貸住宅、千葉ニュータウン23住区D2ブロック、秋田新都市住宅地整備計画など多数。

## 概要
- 建設コンサルタント登録 建19-3413号, 管理技術者(技術士)：須永和久 創設者：林泰義
- 資本金：4,800万円
- 設立：1969年
- 所属団体：都市計画コンサルタント協会, 全国市街地再開発協会, 再開発コーディネーター協会

## おもな著作
- 「まつり」空間の形成を通じた魅力ある地域づくり調査　平成13年3月 計画技術研究所/編  国土交通省 （2001年)
- ふれあいのあるまちづくり・テクニカルレポート　梅ケ丘駅周辺地区　世田谷区企画部企画課/編（1987年)
- ふれあいのあるまちづくり・テクニカルレポート　梅ケ丘駅周辺地区2　世田谷区企画部企画課/編（1987年)
- ふれあいのあるまちづくり・テクニカルレポート　梅ケ丘駅周辺地区3　世田谷区企画部企画課/編（1987年)
- ふれあいのあるまちづくり定例会記録　1983～1986．3.20 世田谷区企画部企画課　計画技術研究所編集 世田谷区企画部企画課 1987年)
- まちづくりコンクール絵地図・アイデア部門作品集－子どもと環境－ 計画技術研究所編集 世田谷区都市整備部街づくり推進課 1991年)
- まちづくりコンクール絵地図部門作品集 － ’88まちづくりリレーイベント　世田谷ここ 計画技術研究所編集 世田谷区都市整備部街づくり推進課（1989年)
- まちづくりコンクール活動図部門作品集－世田谷ここがわたしたちのまち ’88－ 計画技術研究所編集 世田谷区都市整備部街づくり推進課（1991年)
- まちを歩いた・人と出会った・発見した パートⅡ 八王子
- まちを歩いた・人と出会った・発見した パートⅢ
- まちを歩いた・発見した・人と出会った : 1989・SUMMER・八王子まちかど探検隊 / 計画技術研究所/編 / 八王子市都市計画部都市計画課  (1990.3 ( ハチオウジまちかど探検隊作品報告集 ; 第1回 )
- 八王子・子どもが育つ街と自然 まちづくりパンフレット
- 八王子まちかど探検隊探検手帳  計画技術研究所/編 八王子市都市計画部都市計画課（1989年．7月）
- みんなで作ろう魅力のまちなみ (1986年3月）
- モデル街区の事業化に関する検討 ― 茅ケ崎駅駅前 (1980年3月）
- 芋窪・蔵敷地区　地域道路計画調査報告書　昭和60年3月 計画技術研究所等著 東大和市 (1985年）
- 横浜市基幹整備構想検討調査 (1985年3月）
- 横浜市都市づくりプログラム策定調査報告書 / 計画技術研究所. 日本都市計画学会（1984年3月）
- 街区の共同開発事例集 ― 本牧接収解除跡地開発 (1974年)
- 久保山地区避難路計画 ― 昭和48年度市街地事業計画 (1974年)
- 錦町のまちづくり構想―蕨都市計画事業 (1979年)
- 九十九里中央地域振興構想  九十九里中央地域振興計画策定協議会 (1973年)
- 建築. 1948年 / 相模書房 (1949年)
- 権利変換計画の基礎的検討及び素案作成・施設建築物の概要の代案とそれぞれに関する権利変換の概要及びその問題点 (1974年3月）
- 公共施設の規模及び配置の検討―大宮駅東口再開発事業計画:公共施設の基本設計 (1973年)
- 江戸川区南部地域開発計画の検討 (1976年9月）
- 港区街並み景観づくり作法集 : 港区景観整備指針 / 計画技術研究所/編 / 港区都市環境部都市計画課  (1990.7月）
- 再開発事業の権利変換に伴う生活再建の方途に関する検討 (1975年3月）
- 桜が丘・立野・上北台地区　地域道路計画（地区計画）調査報告書　昭和61年3月 計画技術研究所等著 東大和市 (1986年）
- 市街化区域設定都市計画区域基礎資料集 (1976年3月）
- 施設建築物の維持管理に関する検討 (1975.10月）
- 施設建築物の検討―大宮駅東口再開発事業計画 (1973年)
- 集客交流百選調査研究事業調査研究報告書. 平成17年度. （2006年3月）
- 住宅・住環境整備計画 : 板橋区区立住宅等整備計画 ; 平成4年度 板橋区区民部住宅課/編集 板橋区  (1993年3月）
- 住民参加のまちづくりを学ぼう！！　アメリカのまちづくり手法をワークショップ形式で 計画技術研究所編集 まちづくりセンター (1991年)
- 床利用計画―資料 / 計画技術研究所,RIA建築綜合研究所 (1970年)
- 昭島市地域住宅計画（HOPE計画）策定調査のあらまし  計画技術研究所/編 東京都昭島市（1987年3月）
- 昭和56年度沼津市都市整備基本計画(ヒューマンぬまづ21)策定調査報告書、同概要版 (1982年3月）
- 榛原町緑のマスタープラン策定調査報告書 (1980年3月）
- 人口定着方策の検討 : 千代田区土地利用計画作成調査の概要 ; [千代田区/編] / 千代田区建築部都市計画課 (1987年3月）
- 人口定着方策の検討 : 千代田区土地利用計画作成調査の概要 ; 〈その1〉― 千代田区建築部都市計画課 (1981年3月）
- 人口定着方策の検討 : 千代田区土地利用計画作成調査の概要 ; 〈その2〉― 千代田区建築部都市計画課 (1982年3月）
- 水戸インターチェンジ(仮称)利用関連開発計画策定調査. 概要編 (1977.9月）
- 水戸市街路高能率化調査 (1977年3月）
- 水戸市都市交通施設計画調査 (1978年3月）
- 世田谷区基本計画にかかわる技術的資料－テクニカル・レポート－（基本構想・基本計画 計画技術研究所調査・編集 東京都世田谷区企画部企画課（1979年)
- 世田谷区基本構想基本計画策定に関する調査　昭和51～52年度 計画技術研究所調査・編集 東京都世田谷区企画部企画課（1978年)
- 世田谷区基本構想基本計画策定に関する調査（基本構想・基本計画策定資料　３） 計画技術研究所編集 世田谷区企画部企画課（1977年)
- 世田谷区基本構想基本計画策定に関する調査－現況と動向編　その2－（基本構想・基本 計画技術研究所編集 世田谷区企画部企画課（1978年)
- 世田谷区区民図集－基本構想・基本計画策定資料　１－ 計画技術研究所編集　世田谷区企画部企画課企画 世田谷区企画部企画課（1977年)
- 生産緑地制度の運用に関する検討―市街化区域検討報告書 (1975年3月）
- 西部丘陵地区環境整備条件調査. 本編. （1976年1月）
- 静岡駅南口地区市街地再開発等調査(B調査)報告書. 概要版 (1986年3月）
- 静岡市駐車場整備計画調査報告書  (1982年3月）
- 静清広域都市計画区域(静岡市)市街地整備基本計画  (1982年3月）
- 石岡市石岡駅東地区土地区画整理事業調査報告書 (1979年2月）
- 赤塚駅周辺地区整備計画 (1979年3月）
- 赤塚駅周辺地区整備計画策定調査 (1985年3月）
- 川口の都市整備―市街地整備基本計画報告書　川口市 (1981年11月）
- 川口市宅地供給促進計画―石神/西立野地区 (1984年3月）
- 相原地区コミュニティ調査　概要編 (1977年）
- 相模大野駅周辺商店街区整備計画 相模原市企画調整局相模大野駅周辺対策室（1985年3月）
- 総合計画策定のための技術的資料 (1985年3月）
- 大宮駅東口再開発事業に関する組織について (1973年3月）
- 大宮市都市基盤整備計画調査. 現況と動向編  (1978年3月）
- 大宮市緑のマスタープラン〈概要報告〉 (1979年)
- 大宮市緑のマスタープラン策定に関する調査 (1979年3月）
- 大宮中心市街地整備計画 (1973年12月）
- 大宮東口駅前における商業診断 (1974年3月）
- 大宮東口駅前再開発事業に関する調査及び検討 (1972年8月）
- 地方公共団体と日本住宅公団との市街地再開発事業の共同施行方式の研究 (1980年)
- 筑波研究学園都市景観審査会審査記録. vol.1  住宅・都市整備公団研究・学園都市開発局（1985年3月）
- 中央・立野地区　地域道路計画（地区計画）調査報告書　昭和59年3月 計画技術研究所等著 東大和市 (1984年）
- 調布市都市景観基本構想及び地区計画適地選定調査報告書 計画技術研究所/編 調布市 （1985年）
- 津久井広域市町村圏振興計画〈土地利用計画編〉 (1975年3月)
- 通勤新線沿線土地利用調査 埼玉県住宅都市部環境整序企画室（1984年3月）
- 田無市基本構想改定に関する調査報告書 田無市（1988年）
- 田無市基本構想改定に関する調査報告書（昭和56年3月） 計画技術研究所･編 田無市企画部企画課（1981年10月）
- 都幾川村基本構想策定に関する調査研究 (1974年3月）
- 土地の計画的利用に関するモデル調査報告書 (1981年3月）
- 土地区画整理事業関連データの総合的整備に関する調査報告書 (1981年3月）
- 土地利用計画立案手法の研究（1973年8月）
- 島田物語―島田市総合計画基礎調査 (1984年)
- 東京都における福祉のまちづくり整備指針（試案） 東京都福祉局障害福祉部編集　計画技術研究所編集協力 東京都 (1987年)
- 東京都における福祉のまちづくり整備指針 東京都福祉局障害福祉部/編 東京都  (1988.1月）
- 奈良橋・高木・狭山・湖畔・清水地区及び外7地区の一部地域道路計画調査 計画技術研究所等著 東大和市 (1986年7月）
- 日立港後背地整備計画調査 (1979年3月）
- 日立市都市整備基本計画調査報告書 / 計画技術研究所制作室 (1979年3月）
- 日立南インターチェンジ周辺整備計画調査報告書. 基礎調査 (1985年3月）
- 日立南インターチェンジ周辺整備計画調査報告書. 基本構想 (1986年3月）
- 日立北インターチェンジ周辺整備基本計画調査報告書 (1983年3月）
- 入間市市街地整備基本計画 (1979年3月）
- 入間市宅地供給計画  (1979年3月）
- 入間市緑のマスタープラン  (1979年3月）
- 函南町都市基盤整備構想調査報告書 (1979年3月）
- 八郎潟東南部開発計画調査報告書 (1982年3月）
- 鳩山村基本構想策定に関する調査研究  鳩山村 (1973年3月）
- 品川区高齢者や障害者にやさしいまちづくり推進計画 高齢者部福祉計画担当/編集 品川区  (1997年3月）
- 高齢化社会における居住環境計画に関する研究：高齢者の交通・歩行者空間に関する基礎的研究，調査研究リポートNo.85121，計画技術研究所 委託/日本住宅総合センター 編
- 高齢化社会における居住環境計画に関する研究Ⅱ：高齢者の交通・歩行空間に関する計画策定方法の研究，調査研究リポートNo.86149，計画技術研究所 委託/日本住宅総合センター 編
- 富士見町基本構想策定に関する調査報告書 富士見町(1971年12月）
- 複合的住宅供給方式検討調査 (1980年3月）
- 別府市中心市街地活性化計画 (1986年3月）
- 名古屋市の都市整備に関する調査研究. 計画篇  名古屋市計画局（1970年11月）
- 名古屋市都市整備計画. 要約篇 （1970年3月）
- 目黒区都市景観形成方針 / 計画技術研究所/編  東京都目黒区都市計画部都市計画課（1993年3月）
- 目黒区都市整備方針 / 計画技術研究所/編  東京都目黒区都市計画部都市計画課（ 1993年3月）
- 緑のまちづくり計画調査報告書―緑のマスタープラン(1982年3月）